# Coupe de France 1976/77
Het seizoen 1976/77 was het 60e seizoen van de Coupe de France in het voetbal. Het toernooi werd georganiseerd door de Franse voetbalbond.
Dit seizoen namen er 2084 clubs deel (107 meer dan de record deelname uit het vorige seizoenen). De competitie ging in de zomer van 1976 van start en eindigde op 18 juni 1977 met de finale in het Parc des Princes in Parijs. De finale werd gespeeld tussen AS Saint-Étienne (voor de zevende keer finalist) en Stade Reims (voor de derde keer finalist). AS Saint-Étienne veroverde als tweede club voor de zesde keer de beker door Stade Reims met 2-1 te verslaan.
Als bekerwinnaar vertegenwoordigde AS Saint-Étienne Frankrijk in de Europacup II 1977/78.

## Uitslagen

### 1/32 finale
De wedstrijden werden op 12 en 13 februari gespeeld. De 20 clubs van de Division 1 kwamen in deze ronde voor het eerst in actie.
| Winnaar             | Uitslag      | Verliezer                  |
| ------------------- | ------------ | -------------------------- |
| AS Saint-Étienne    | 2-0          | Olympique Alès en Cévennes |
| Stade Reims         | 4-2          | FC Bourges                 |
| FC Nantes           | 3-1          | US Toulouse                |
| OGC Nice            | 8-1          | FC Annecy                  |
| FC Sochaux          | 4-1          | CS Meaux                   |
| FC Lorient          | 1-0          | Stade Laval                |
| RC Lens             | 3-1          | CM Morangis-Chilly         |
| Olympique Nîmes     | 1-0          | UGA Lyon-Décines           |
| FC Rouen            | 1-0          | US Saint-Omer              |
| AS Monaco           | 1-0          | FC Mulhouse                |
| RC Strasbourg       | 1-0          | AS Nancy                   |
| AS Vauban           | 1-1 ns (5-4) | ES Viry-Châtillon          |
| Paris Saint-Germain | 7-1          | Entente BFN                |
| FC Gueugnon         | 1-0          | Olympique Lyon             |
| SCO Angers          | 2-0          | AS Angoulême               |
| Girondins Bordeaux  | 4-1          | EA Guingamp                |

| Winnaar                    | Uitslag | Verliezer             |
| -------------------------- | ------- | --------------------- |
| AJ Auxerre                 | 1-0     | AS Poissy             |
| Gazélec FCO Ajaccio        | 5-3     | US Montélimar         |
| Troyes Aube Football       | 4-0     | RCFC Besançon         |
| Villemomble Sports         | 2-1     | AS Creil              |
| ES La Rochelle             | 5-1     | AS Mantes             |
| Stade Rennes               | 3-2     | Limoges FC            |
| FC Metz                    | 5-1     | ECAC Chaumont         |
| Montpellier La Paillade SC | 2-1     | Olympique Marseille   |
| USM Malakoff               | 2-1     | US Valenciennes-Anzin |
| AS Cannes                  | 4-0     | AC Arlès              |
| Lille OSC                  | 1-0     | US Dunkerque          |
| SR Haguenau                | 2-1     | SA Épinal             |
| SM Caen                    | 3-1     | Élan Béarnais Orthez  |
| LB Châteauroux             | 1-0     | US Grand Boulogne     |
| Stade Brest                | 2-1     | Stade Quimper         |
| Olympique Avignon          | 3-1     | SEC Bastia            |

### 1/16 finale
De heenwedstrijden werden op 11, 12 en 13 maart gespeeld, de terugwedstrijden op 18, 19 en 20 maart. De terugwedstrijd Villemomble-Nice werd op 2 april gespeeld.
 * = eerst thuis 
| Winnaar          | Uitslag  | Verliezer                    |
| ---------------- | -------- | ---------------------------- |
| AS Saint-Étienne | 0-0, 3-1 | AJ Auxerre *                 |
| Stade Reims      | 1-1, 3-2 | Gazélec FCO Ajaccio *        |
| FC Nantes        | 2-0, 4-2 | Troyes Aube Football *       |
| OGC Nice         | 1-0, 6-0 | Villemomble Sports *         |
| FC Sochaux       | 5-1, 2-0 | ES La Rochelle *             |
| FC Lorient *     | 2-0, 0-1 | Stade Rennes                 |
| RC Lens *        | 2-0, 2-1 | FC Metz                      |
| Olympique Nîmes  | 3-0, 3-2 | Montpellier La Paillade SC * |

| Winnaar             | Uitslag     | Verliezer           |
| ------------------- | ----------- | ------------------- |
| FC Rouen            | 2-0, 5-3    | USM Malakoff *      |
| AS Monaco           | 1-1, 4-1 nv | AS Cannes *         |
| RC Strasbourg *     | 4-0, 2-2    | Lille OSC           |
| AS Vauban *         | 1-0, 1-2    | SR Haguenau         |
| Paris Saint-Germain | 2-0, 3-2    | SM Caen *           |
| FC Gueugnon *       | 2-1, 3-1    | LB Châteauroux      |
| SCO Angers          | 0-2, 5-2    | Stade Brest *       |
| Girondins Bordeaux  | 0-0, 2-1    | Olympique Avignon * |

### 1/8 finale
De heenwedstrijden werden op 6 april gespeeld, de terugwedstrijden op 10 april.
 * = eerst thuis 
| Winnaar          | Uitslag  | Verliezer     |
| ---------------- | -------- | ------------- |
| AS Saint-Étienne | 1-1, 2-0 | FC Rouen *    |
| Stade Reims *    | 2-0, 4-2 | AS Monaco     |
| FC Nantes *      | 2-0, 1-3 | RC Strasbourg |
| OGC Nice         | 4-1, 7-1 | AS Vauban *   |

| Winnaar           | Uitslag  | Verliezer           |
| ----------------- | -------- | ------------------- |
| FC Sochaux *      | 1-0, 1-2 | Paris Saint-Germain |
| FC Lorient        | 2-3, 1-0 | FC Gueugnon *       |
| RC Lens           | 1-0, 1-0 | SCO Angers *        |
| Olympique Nîmes * | 1-0, 0-0 | Girondins Bordeaux  |

### Kwartfinale
De heenwedstrijden werden op 12 mei gespeeld, de terugwedstrijden op 17 mei.
 * = eerst thuis 
| Winnaar          | Uitslag  | Verliezer         |
| ---------------- | -------- | ----------------- |
| AS Saint-Étienne | 1-1, 3-1 | FC Sochaux *      |
| Stade Reims      | 0-2, 8-2 | FC Lorient *      |
| FC Nantes        | 1-2, 1-0 | RC Lens *         |
| OGC Nice         | 3-3, 2-0 | Olympique Nîmes * |

### Halve finale
De heenwedstrijden werden op 11 april gespeeld, de terugwedstrijden op 14 april.
 * = eerst thuis 
| Winnaar          | Uitslag     | Verliezer   |
| ---------------- | ----------- | ----------- |
| AS Saint-Étienne | 0-3, 5-1 nv | FC Nantes * |
| Stade Reims      | 2-1, 1-0    | OGC Nice *  |

### Finale
|              |                                                    |       |                         |                                                                               |
| 18 juni 1977 | AS Saint-Étienne                                   | 2 – 1 | Stade Reims             | Parc des Princes, Parijs Toeschouwers: 45.454 Scheidsrechter: Georges Konrath |
| 18 juni 1977 | Dominique Bathenay 85' (pen.) Alain Merchadier 89' |       | 63' Santiago Santamaria | Parc des Princes, Parijs Toeschouwers: 45.454 Scheidsrechter: Georges Konrath |

1917/18 · 1918/19 · 1919/20 · 1920/21 · 1921/22 · 1922/23 · 1923/24 · 1924/25 · 1925/26 · 1926/27 · 1927/28 · 1928/29 · 1929/30 · 1930/31 · 1931/32 · 1932/33 · 1933/34 · 1934/35 · 1935/36 · 1936/37 · 1937/38 · 1938/39 · 1939/40 · 1940/41 · 1941/42 · 1942/43 · 1943/44 · 1944/45 · 1945/46 · 1946/47 · 1947/48 · 1948/49 · 1949/50 · 1950/51 · 1951/52 · 1952/53 · 1953/54 · 1954/55 · 1955/56 · 1956/57 · 1957/58 · 1958/59 · 1959/60 · 1960/61 · 1961/62 · 1962/63 · 1963/64 · 1964/65 · 1965/66 · 1966/67 · 1967/68 · 1968/69 · 1969/70 · 1970/71 · 1971/72 · 1972/73 · 1973/74 · 1974/75 · 1975/76 · 1976/77 · 1977/78 · 1978/79 · 1979/80 · 1980/81 · 1981/82 · 1982/83 · 1983/84 · 1984/85 · 1985/86 · 1986/87 · 1987/88 · 1988/89 · 1989/90 · 1990/91 · 1991/92 · 1992/93 · 1993/94 · 1994/95 · 1995/96 · 1996/97 · 1997/98 · 1998/99 · 1999/00 · 2000/01 · 2001/02 · 2002/03 · 2003/04 · 2004/05 · 2005/06 · 2006/07 · 2007/08 · 2008/09 · 2009/10 · 2010/11 · 2011/12 · 2012/13 · 2013/14 · 2014/15 · 2015/16 · 2016/17 · 2017/18 · 2018/19 · 2019/20 · 2020/21 · 
2021/22 · 2022/23 · 2023/24 · 2024/25 ·